# Diagrama de Moody
O diagrama de Moody é a representação gráfica em escala duplamente logarítmica do fator de atrito em função do número de Reynolds e a rugosidade relativa de uma tubulação.
Na equação de Darcy-Weisbach aparece o termo {\displaystyle \lambda } que representa o fator de atrito de Darcy, conhecido também como coeficiente de atrito. O cálculo deste coeficiente não é imediato e não existe uma única fórmula para calculá-lo em todas as situações possíveis.
Pode-se distinguir duas situações diferentes, o caso em que o fluxo seja laminar e o caso em que o fluxo seja turbulento. No caso de fluxo laminar se usa uma das expressões da equação de Poiseuille; no caso de fluxo turbulento se usa a equação de Colebrook-White.
No caso de fluxo laminar o fator de atrito depende unicamente do número de Reynolds. Para fluxo turbulento, o fator de atrito depende tanto do número de Reynolds como da rugosidade relativa da tubulação, por isso neste caso é representado mediante uma família de curvas, uma para cada valor do parâmetro {\displaystyle k/D}, onde k é o valor da rugosidade absoluta, ou seja, o comprimento (habitualmente em milímetros) da rugosidade diretamente medível na tubulação.
Na seguinte imagem pode-se observar o aspecto do diagrama de Moody.

## Expressão matemática
Equação de Colebrook-White:
{\displaystyle {\frac {1}{\sqrt {\lambda }}}=-2\log _{10}{\left({\frac {k/D}{3,7}}+{\frac {2,51}{Re{\sqrt {\lambda }}}}\right)}}
- k/D = rugosidade relativa
- Re = Número de Reynolds
- λ = fator de fricção
- D = diâmetro interno da tubulação